# Gertrud Ramlo
Gertrud Ramlo (geboren 4. April 1913 in Wien, Österreich-Ungarn als Gertrude Kugel; gestorben 8. April 1997 in Wien) war eine österreichische Schauspielerin. 

## Leben
Gertrude Kugel besuchte von 1929 bis 1932 das Max Reinhardt Seminar in Wien und gab ihr Schauspieldebüt 1932 am Salzburger Landestheater. Ein Engagement beim Stadttheater Nürnberg wurde ihr gekündigt, weil sie schon vor 1933 im Deutschen Reich als sogenannte Halbjüdin rassistisch diskriminiert wurde. 1933 wurde Ramlo im elsässischen Straßburg engagiert. 1935 trat sie in Wien im Kabarett Literatur am Naschmarkt auf und hatte Gastrollen am Theater in der Josefstadt und am Volkstheater. 1936/37 hatte sie ein Engagement am Schauspielhaus Zürich. Sie heiratete 1937 den Theaterkritiker Hans Weigel (1908–1991), die Ehe wurde 1947 geschieden. 
Nach dem „Anschluss“ Österreichs 1938 mussten beide emigrieren und sie wurden vom Deutschen Reich ausgebürgert. Sie erhielt am Stadttheater Basel zunächst nur einen Stückvertrag.  
Nach Ende des Zweiten Weltkriegs kehrten beide nach Wien zurück, und sie trat wieder an Wiener Theatern auf, so auch am Theater in der Josefstadt. 1962 hatte sie eine Gastrolle bei den Salzburger Festspielen. 
Ramlo hatte diverse kleinere Rollen in Film und Fernsehen.